# Lago Saint-Jean
El lago Saint-Jean (del francés: Lac Saint-Jean) es un lago de Canadá localizado en la parte centromeridional de la provincia de Quebec.
Es de poca profundidad y cubre un área de 1.003 km², drenándose por el río Saguenay. En el siglo XX la explotación forestal en sus afluentes permitió el establecimiento de grandes fábricas de papel sobre el estero.
Desde 1926 las fluctuaciones estacionales del lago han sido controladas por dos presas hidroeléctricas. Es un centro de turismo famoso por la pesca de salmón.
- Datos: Q979922
- Multimedia: Lac Saint-Jean / Q979922